# Lista över fornlämningar i Alingsås kommun
Lista över fornlämningar i Alingsås kommun är en förteckning av ett urval av de fornlämningar som finns i Alingsås kommun.

## Alingsås
| Namn                              | Lämningstyp                 | Tillkomsttid | Historisk indelning     | Plats | Läge                 | ID-nr          | Bild                                      |
| --------------------------------- | --------------------------- | ------------ | ----------------------- | ----- | -------------------- | -------------- | ----------------------------------------- |
| Alingsås 1:1                      | Grav markerad av sten/block |              | Alingsås, Västergötland |       | 57.870807, 12.568113 | 10162600010001 | Ladda upp en bild av detta fornminne      |
| Alingsås 3:1                      | Stenkammargrav              |              | Alingsås, Västergötland |       | 57.873093, 12.560300 | 10162600030001 | Ladda upp en bild av detta fornminne      |
| Alingsås 4:1                      | Stenkrets                   |              | Alingsås, Västergötland |       | 57.882369, 12.556060 | 10162600040001 | Ladda upp en bild av detta fornminne      |
| Alingsås 4:2                      | Stensättning                |              | Alingsås, Västergötland |       | 57.882245, 12.556130 | 10162600040002 | Ladda upp en bild av detta fornminne      |
| Sals udde (Alingsås 5:1)          | Grav markerad av sten/block |              | Alingsås, Västergötland |       | 57.875064, 12.542207 | 10162600050001 | Ladda upp en bild av detta fornminne      |
| Alingsås 6:1                      | Stensättning                |              | Alingsås, Västergötland |       | 57.881611, 12.556553 | 10162600060001 | Ladda upp en bild av detta fornminne      |
| Alingsås 7:1                      | Stenkrets                   |              | Alingsås, Västergötland |       | 57.882641, 12.555983 | 10162600070001 | Ladda upp en bild av detta fornminne      |
| Alingsås 7:2                      | Grav markerad av sten/block |              | Alingsås, Västergötland |       | 57.882721, 12.555759 | 10162600070002 | Ladda upp en bild av detta fornminne      |
| Alingsås 8:1                      | Gravfält                    |              | Alingsås, Västergötland |       | 57.876622, 12.552230 | 10162600080001 | Ladda upp en bild av detta fornminne      |
| Alingsås 9:1                      | Stensättning                |              | Alingsås, Västergötland |       | 57.875850, 12.552874 | 10162600090001 | Ladda upp en bild av detta fornminne      |
| Alingsås 9:2                      | Stensättning                |              | Alingsås, Västergötland |       | 57.875989, 12.553110 | 10162600090002 | Ladda upp en bild av detta fornminne      |
| Alingsås 9:3                      | Stensättning                |              | Alingsås, Västergötland |       | 57.876026, 12.552719 | 10162600090003 | Ladda upp en bild av detta fornminne      |
| Alingsås 23:1                     | Begravningsplats            |              | Alingsås, Västergötland |       | 57.871839, 12.572591 | 10162600230001 | Ladda upp en bild av detta fornminne      |
| Alingsås 25:1                     | Stensättning                |              | Alingsås, Västergötland |       | 57.872077, 12.570585 | 10162600250001 | Ladda upp en bild av detta fornminne      |
| Alingsås 26:1                     | Stenkrets                   |              | Alingsås, Västergötland |       | 57.873440, 12.569612 | 10162600260001 | Ladda upp en bild av detta fornminne      |
| Alingsås 26:2                     | Stenkrets                   |              | Alingsås, Västergötland |       | 57.873525, 12.569612 | 10162600260002 | Ladda upp en bild av detta fornminne      |
| Alingsås 26:3                     | Stenkrets                   |              | Alingsås, Västergötland |       | 57.873481, 12.569787 | 10162600260003 | Ladda upp en bild av detta fornminne      |
| Alingsås 26:4                     | Stenkrets                   |              | Alingsås, Västergötland |       | 57.873379, 12.569801 | 10162600260004 | Ladda upp en bild av detta fornminne      |
| Alingsås 27:1                     | Stenkammargrav              |              | Alingsås, Västergötland |       | 57.877546, 12.569995 | 10162600270001 | Ladda upp en bild av detta fornminne      |
| Alingsås 28:1                     | Stensättning                |              | Alingsås, Västergötland |       | 57.876358, 12.561686 | 10162600280001 | Ladda upp en bild av detta fornminne      |
| Alingsås 38:1                     | Stenkrets                   |              | Alingsås, Västergötland |       | 57.920069, 12.538269 | 10162600380001 | Ladda upp en bild av detta fornminne      |
| Alingsås 38:2                     | Stenkrets                   |              | Alingsås, Västergötland |       | 57.919968, 12.538152 | 10162600380002 | Ladda upp en bild av detta fornminne      |
| Alingsås 42:1                     | Röse                        |              | Alingsås, Västergötland |       | 57.916942, 12.426872 | 10162600420001 | Ladda upp en bild av detta fornminne      |
| Alingsås 52:1                     | Hög                         |              | Alingsås, Västergötland |       | 57.941176, 12.568951 | 10162600520001 | Ladda upp en bild av detta fornminne      |
| Alingsås 53:1                     | Grav markerad av sten/block |              | Alingsås, Västergötland |       | 57.940911, 12.568700 | 10162600530001 | Ladda upp en bild av detta fornminne      |
| Alingsås 53:2                     | Grav markerad av sten/block |              | Alingsås, Västergötland |       | 57.940866, 12.568609 | 10162600530002 | Ladda upp en bild av detta fornminne      |
| Rolfs grav (nr 1) (Alingsås 55:1) | Hög                         |              | Alingsås, Västergötland |       | 57.936093, 12.555016 | 10162600550001 | Ladda upp en till bild av detta fornminne |
| Rolfs grav (nr 1) (Alingsås 55:2) | Begravningsplats            |              | Alingsås, Västergötland |       | 57.936177, 12.554634 | 10162600550002 | Ladda upp en till bild av detta fornminne |
| Alingsås 56:1                     | Stenkammargrav              |              | Alingsås, Västergötland |       | 57.941308, 12.544194 | 10162600560001 | Ladda upp en bild av detta fornminne      |
| Alingsås 58:1                     | Gravfält                    |              | Alingsås, Västergötland |       | 57.936066, 12.550229 | 10162600580001 | Ladda upp en bild av detta fornminne      |
| Alingsås 60:1                     | Röse                        |              | Alingsås, Västergötland |       | 57.942948, 12.502097 | 10162600600001 | Ladda upp en bild av detta fornminne      |
| Alingsås 60:2                     | Stensättning                |              | Alingsås, Västergötland |       | 57.942850, 12.502276 | 10162600600002 | Ladda upp en bild av detta fornminne      |
| Alingsås 61:1                     | Gravfält                    |              | Alingsås, Västergötland |       | 57.939176, 12.551628 | 10162600610001 | Ladda upp en bild av detta fornminne      |
| Alingsås 62:1                     | Grav markerad av sten/block |              | Alingsås, Västergötland |       | 57.939122, 12.543571 | 10162600620001 | Ladda upp en bild av detta fornminne      |
| Alingsås 62:2                     | Hög                         |              | Alingsås, Västergötland |       | 57.939008, 12.543792 | 10162600620002 | Ladda upp en bild av detta fornminne      |
| Alingsås 63:1                     | Stensättning                |              | Alingsås, Västergötland |       | 57.940709, 12.544917 | 10162600630001 | Ladda upp en bild av detta fornminne      |
| Alingsås 65:1                     | Stensättning                |              | Alingsås, Västergötland |       | 57.875664, 12.561132 | 10162600650001 | Ladda upp en bild av detta fornminne      |
| Alingsås 65:2                     | Stensättning                |              | Alingsås, Västergötland |       | 57.875714, 12.560936 | 10162600650002 | Ladda upp en bild av detta fornminne      |
| Alingsås 68:1                     | Stensättning                |              | Alingsås, Västergötland |       | 57.955010, 12.454223 | 10162600680001 | Ladda upp en bild av detta fornminne      |
| Alingsås 68:2                     | Stensättning                |              | Alingsås, Västergötland |       | 57.955165, 12.454244 | 10162600680002 | Ladda upp en bild av detta fornminne      |
| Alingsås 70:1                     | Hög                         |              | Alingsås, Västergötland |       | 57.931901, 12.570570 | 10162600700001 | Ladda upp en bild av detta fornminne      |
| Alingsås 72:1                     | Hög                         |              | Alingsås, Västergötland |       | 57.933734, 12.574286 | 10162600720001 | Ladda upp en bild av detta fornminne      |
| Alingsås 73:1                     | Hög                         |              | Alingsås, Västergötland |       | 57.933231, 12.574769 | 10162600730001 | Ladda upp en bild av detta fornminne      |
| Alingsås 73:2                     | Hög                         |              | Alingsås, Västergötland |       | 57.933251, 12.575301 | 10162600730002 | Ladda upp en bild av detta fornminne      |
| Stynaborg (Alingsås 75:1)         | Borg                        |              | Alingsås, Västergötland |       | 57.939989, 12.575781 | 10162600750001 | Ladda upp en till bild av detta fornminne |
| Alingsås 207:1                    | Hällristning                |              | Alingsås, Västergötland |       | 57.943799, 12.539548 | 10162602070001 | Ladda upp en bild av detta fornminne      |
| Alingsås 219:1                    | Stensättning                |              | Alingsås, Västergötland |       | 57.929078, 12.440662 | 10162602190001 | Ladda upp en bild av detta fornminne      |
| Alingsås 222:1                    | Hög                         |              | Alingsås, Västergötland |       | 57.949829, 12.566867 | 10162602220001 | Ladda upp en bild av detta fornminne      |
| Alingsås 223:1                    | Stensättning                |              | Alingsås, Västergötland |       | 57.948997, 12.567267 | 10162602230001 | Ladda upp en bild av detta fornminne      |
| Alingsås 224:1                    | Stensättning                |              | Alingsås, Västergötland |       | 57.947756, 12.558851 | 10162602240001 | Ladda upp en bild av detta fornminne      |
| Alingsås 226:1                    | Begravningsplats            |              | Alingsås, Västergötland |       | 57.955988, 12.568466 | 10162602260001 | Ladda upp en bild av detta fornminne      |
| Alingsås 227:1                    | Stensättning                |              | Alingsås, Västergötland |       | 57.956752, 12.562008 | 10162602270001 | Ladda upp en bild av detta fornminne      |
| Alingsås 241:1                    | Hällristning                |              | Alingsås, Västergötland |       | 57.923983, 12.533492 | 10162602410001 | Ladda upp en bild av detta fornminne      |
| Alingsås 262                      | Stensättning                |              | Alingsås, Västergötland |       | 57.918546, 12.505436 | 12000000057428 | Ladda upp en bild av detta fornminne      |

## Bälinge
| Namn         | Lämningstyp      | Tillkomsttid | Historisk indelning    | Plats | Läge                 | ID-nr          | Bild                                 |
| ------------ | ---------------- | ------------ | ---------------------- | ----- | -------------------- | -------------- | ------------------------------------ |
| Bälinge 6:1  | Stensättning     |              | Bälinge, Västergötland |       | 57.936728, 12.585382 | 10307100060001 | Ladda upp en bild av detta fornminne |
| Bälinge 7:1  | Stenkrets        |              | Bälinge, Västergötland |       | 57.936553, 12.583203 | 10307100070001 | Ladda upp en bild av detta fornminne |
| Bälinge 8:1  | Hög              |              | Bälinge, Västergötland |       | 57.940032, 12.592668 | 10307100080001 | Ladda upp en bild av detta fornminne |
| Bälinge 9:1  | Stensättning     |              | Bälinge, Västergötland |       | 57.940478, 12.589174 | 10307100090001 | Ladda upp en bild av detta fornminne |
| Bälinge 12:1 | Gravfält         |              | Bälinge, Västergötland |       | 57.945606, 12.594854 | 10307100120001 | Ladda upp en bild av detta fornminne |
| Bälinge 13:1 | Hög              |              | Bälinge, Västergötland |       | 57.946900, 12.589378 | 10307100130001 | Ladda upp en bild av detta fornminne |
| Bälinge 14:1 | Stenkrets        |              | Bälinge, Västergötland |       | 57.947497, 12.586095 | 10307100140001 | Ladda upp en bild av detta fornminne |
| Bälinge 15:1 | Stensättning     |              | Bälinge, Västergötland |       | 57.945125, 12.582771 | 10307100150001 | Ladda upp en bild av detta fornminne |
| Bälinge 16:1 | Stensättning     |              | Bälinge, Västergötland |       | 57.949046, 12.586716 | 10307100160001 | Ladda upp en bild av detta fornminne |
| Bälinge 17:1 | Hög              |              | Bälinge, Västergötland |       | 57.949753, 12.595450 | 10307100170001 | Ladda upp en bild av detta fornminne |
| Bälinge 18:1 | Stensättning     |              | Bälinge, Västergötland |       | 57.949521, 12.596430 | 10307100180001 | Ladda upp en bild av detta fornminne |
| Bälinge 19:1 | Stensättning     |              | Bälinge, Västergötland |       | 57.945201, 12.590446 | 10307100190001 | Ladda upp en bild av detta fornminne |
| Bälinge 20:1 | Hög              |              | Bälinge, Västergötland |       | 57.954192, 12.595887 | 10307100200001 | Ladda upp en bild av detta fornminne |
| Bälinge 21:1 | Hög              |              | Bälinge, Västergötland |       | 57.953357, 12.608766 | 10307100210001 | Ladda upp en bild av detta fornminne |
| Bälinge 25:1 | Stensättning     |              | Bälinge, Västergötland |       | 57.957850, 12.618690 | 10307100250001 | Ladda upp en bild av detta fornminne |
| Bälinge 26:1 | Stensättning     |              | Bälinge, Västergötland |       | 57.952269, 12.622522 | 10307100260001 | Ladda upp en bild av detta fornminne |
| Bälinge 27:1 | Stensättning     |              | Bälinge, Västergötland |       | 57.951994, 12.620636 | 10307100270001 | Ladda upp en bild av detta fornminne |
| Bälinge 28:1 | Stensättning     |              | Bälinge, Västergötland |       | 57.953037, 12.618924 | 10307100280001 | Ladda upp en bild av detta fornminne |
| Bälinge 29:1 | Hög              |              | Bälinge, Västergötland |       | 57.954985, 12.625830 | 10307100290001 | Ladda upp en bild av detta fornminne |
| Bälinge 30:1 | Stenkrets        |              | Bälinge, Västergötland |       | 57.948989, 12.614948 | 10307100300001 | Ladda upp en bild av detta fornminne |
| Bälinge 31:1 | Stenkrets        |              | Bälinge, Västergötland |       | 57.948877, 12.613490 | 10307100310001 | Ladda upp en bild av detta fornminne |
| Bälinge 32:1 | Stensättning     |              | Bälinge, Västergötland |       | 57.944292, 12.602460 | 10307100320001 | Ladda upp en bild av detta fornminne |
| Bälinge 36:1 | Begravningsplats |              | Bälinge, Västergötland |       | 57.945893, 12.595400 | 10307100360001 | Ladda upp en bild av detta fornminne |
| Bälinge 37:1 | Stensättning     |              | Bälinge, Västergötland |       | 57.957412, 12.620454 | 10307100370001 | Ladda upp en bild av detta fornminne |
| Bälinge 38:1 | Stensättning     |              | Bälinge, Västergötland |       | 57.956384, 12.628189 | 10307100380001 | Ladda upp en bild av detta fornminne |
| Bälinge 39:1 | Stensättning     |              | Bälinge, Västergötland |       | 57.956575, 12.627103 | 10307100390001 | Ladda upp en bild av detta fornminne |

## Erska
| Namn                             | Lämningstyp     | Tillkomsttid | Historisk indelning  | Plats | Läge                 | ID-nr          | Bild                                      |
| -------------------------------- | --------------- | ------------ | -------------------- | ----- | -------------------- | -------------- | ----------------------------------------- |
| Kungshögen (Erska 3:1)           | Hög             |              | Erska, Västergötland |       | 58.119073, 12.521075 | 10165500030001 | Ladda upp en bild av detta fornminne      |
| Erska 4:1                        | Stensättning    |              | Erska, Västergötland |       | 58.120021, 12.523253 | 10165500040001 | Ladda upp en bild av detta fornminne      |
| Erska 5:1                        | Hällristning    |              | Erska, Västergötland |       | 58.122983, 12.535977 | 10165500050001 | Ladda upp en bild av detta fornminne      |
| Erska 8:1                        | Gravfält        |              | Erska, Västergötland |       | 58.112423, 12.519568 | 10165500080001 | Ladda upp en bild av detta fornminne      |
| Erska 12:1                       | Stenkammargrav  |              | Erska, Västergötland |       | 58.090884, 12.488796 | 10165500120001 | Ladda upp en bild av detta fornminne      |
| Erska 14:1                       | Gravfält        |              | Erska, Västergötland |       | 58.100573, 12.517531 | 10165500140001 | Ladda upp en bild av detta fornminne      |
| Erska 15:1                       | Stenkammargrav  |              | Erska, Västergötland |       | 58.095547, 12.528877 | 10165500150001 | Ladda upp en bild av detta fornminne      |
| Vitevattneröset (Erska 17:1)     | Röse            |              | Erska, Västergötland |       | 58.085177, 12.433062 | 10165500170001 | Ladda upp en bild av detta fornminne      |
| Gräfsnäs slottsruin (Erska 21:1) | Slott/herresäte |              | Erska, Västergötland |       | 58.077246, 12.496380 | 10165500210001 | Ladda upp en till bild av detta fornminne |
| Erska 28:1                       | Stensättning    |              | Erska, Västergötland |       | 58.091266, 12.471318 | 10165500280001 | Ladda upp en bild av detta fornminne      |
| Erska 29:1                       | Stensättning    |              | Erska, Västergötland |       | 58.091993, 12.471745 | 10165500290001 | Ladda upp en bild av detta fornminne      |
| Erska 36:1                       | Stensättning    |              | Erska, Västergötland |       | 58.109762, 12.519070 | 10165500360001 | Ladda upp en bild av detta fornminne      |
| Erska 73:1                       | Stenkammargrav  |              | Erska, Västergötland |       | 58.115466, 12.484314 | 10165500730001 | Ladda upp en bild av detta fornminne      |
| Erska 169:1                      | Stensättning    |              | Erska, Västergötland |       | 58.081986, 12.434435 | 10165501690001 | Ladda upp en bild av detta fornminne      |
| Erska 170:1                      | Stensättning    |              | Erska, Västergötland |       | 58.080543, 12.439296 | 10165501700001 | Ladda upp en bild av detta fornminne      |
| Erska 185                        | Stensättning    |              | Erska, Västergötland |       | 58.085222, 12.452157 | 12000000090414 | Ladda upp en bild av detta fornminne      |

## Hemsjö
| Namn                     | Lämningstyp                 | Tillkomsttid | Historisk indelning   | Plats | Läge                 | ID-nr          | Bild                                      |
| ------------------------ | --------------------------- | ------------ | --------------------- | ----- | -------------------- | -------------- | ----------------------------------------- |
| Hemsjö 1:1               | Begravningsplats            |              | Hemsjö, Västergötland |       | 57.853122, 12.489578 | 10168100010001 | Ladda upp en bild av detta fornminne      |
| Ekkullen (Hemsjö 3:1)    | Gravfält                    |              | Hemsjö, Västergötland |       | 57.850468, 12.481372 | 10168100030001 | Ladda upp en bild av detta fornminne      |
| Hemsjö 4:1               | Hög                         |              | Hemsjö, Västergötland |       | 57.848682, 12.479584 | 10168100040001 | Ladda upp en bild av detta fornminne      |
| Hemsjö 4:2               | Stensättning                |              | Hemsjö, Västergötland |       | 57.848549, 12.479523 | 10168100040002 | Ladda upp en bild av detta fornminne      |
| Hemsjö 5:1               | Stenkammargrav              |              | Hemsjö, Västergötland |       | 57.846982, 12.479382 | 10168100050001 | Ladda upp en bild av detta fornminne      |
| Hemsjö 6:1               | Gravfält                    |              | Hemsjö, Västergötland |       | 57.845620, 12.482032 | 10168100060001 | Ladda upp en bild av detta fornminne      |
| Hemsjö 7:1               | Stensättning                |              | Hemsjö, Västergötland |       | 57.846130, 12.481931 | 10168100070001 | Ladda upp en bild av detta fornminne      |
| Hemsjö 7:2               | Stensättning                |              | Hemsjö, Västergötland |       | 57.846162, 12.481777 | 10168100070002 | Ladda upp en bild av detta fornminne      |
| Hemsjö 10:1              | Stenkrets                   |              | Hemsjö, Västergötland |       | 57.845264, 12.484546 | 10168100100001 | Ladda upp en bild av detta fornminne      |
| Skälme hög (Hemsjö 11:1) | Hög                         |              | Hemsjö, Västergötland |       | 57.849835, 12.481673 | 10168100110001 | Ladda upp en bild av detta fornminne      |
| Hemsjö 14:1              | Stensättning                |              | Hemsjö, Västergötland |       | 57.851145, 12.475341 | 10168100140001 | Ladda upp en bild av detta fornminne      |
| Hemsjö 17:1              | Röse                        |              | Hemsjö, Västergötland |       | 57.844779, 12.462898 | 10168100170001 | Ladda upp en bild av detta fornminne      |
| Hemsjö 19:1              | Stensättning                |              | Hemsjö, Västergötland |       | 57.850810, 12.460544 | 10168100190001 | Ladda upp en bild av detta fornminne      |
| Hemsjö 20:1              | Stenkammargrav              |              | Hemsjö, Västergötland |       | 57.844430, 12.454389 | 10168100200001 | Ladda upp en bild av detta fornminne      |
| Hemsjö 23:1              | Stenkrets                   |              | Hemsjö, Västergötland |       | 57.850379, 12.444317 | 10168100230001 | Ladda upp en bild av detta fornminne      |
| Hemsjö 24:1              | Stensättning                |              | Hemsjö, Västergötland |       | 57.850607, 12.445514 | 10168100240001 | Ladda upp en bild av detta fornminne      |
| Hemsjö 24:2              | Stensättning                |              | Hemsjö, Västergötland |       | 57.850488, 12.445432 | 10168100240002 | Ladda upp en bild av detta fornminne      |
| Hemsjö 27:1              | Stensättning                |              | Hemsjö, Västergötland |       | 57.849905, 12.449287 | 10168100270001 | Ladda upp en till bild av detta fornminne |
| Hemsjö 29:1              | Röse                        |              | Hemsjö, Västergötland |       | 57.858213, 12.473067 | 10168100290001 | Ladda upp en bild av detta fornminne      |
| Hemsjö 29:2              | Grav markerad av sten/block |              | Hemsjö, Västergötland |       | 57.858070, 12.473185 | 10168100290002 | Ladda upp en bild av detta fornminne      |
| Hemsjö 29:3              | Stensättning                |              | Hemsjö, Västergötland |       | 57.858139, 12.473387 | 10168100290003 | Ladda upp en bild av detta fornminne      |
| Hemsjö 30:1              | Röse                        |              | Hemsjö, Västergötland |       | 57.858442, 12.474986 | 10168100300001 | Ladda upp en bild av detta fornminne      |
| Hemsjö 30:2              | Stensättning                |              | Hemsjö, Västergötland |       | 57.858350, 12.474715 | 10168100300002 | Ladda upp en bild av detta fornminne      |
| Hemsjö 31:1              | Röse                        |              | Hemsjö, Västergötland |       | 57.858725, 12.476365 | 10168100310001 | Ladda upp en bild av detta fornminne      |
| Hemsjö 32:1              | Röse                        |              | Hemsjö, Västergötland |       | 57.859237, 12.477215 | 10168100320001 | Ladda upp en bild av detta fornminne      |
| Hemsjö 32:2              | Röse                        |              | Hemsjö, Västergötland |       | 57.859604, 12.477422 | 10168100320002 | Ladda upp en bild av detta fornminne      |
| Hemsjö 32:3              | Grav markerad av sten/block |              | Hemsjö, Västergötland |       | 57.859265, 12.477431 | 10168100320003 | Ladda upp en bild av detta fornminne      |
| Hemsjö 33:1              | Röse                        |              | Hemsjö, Västergötland |       | 57.859917, 12.478322 | 10168100330001 | Ladda upp en bild av detta fornminne      |
| Hemsjö 33:2              | Röse                        |              | Hemsjö, Västergötland |       | 57.860237, 12.478217 | 10168100330002 | Ladda upp en bild av detta fornminne      |
| Hemsjö 33:3              | Stensättning                |              | Hemsjö, Västergötland |       | 57.859997, 12.478695 | 10168100330003 | Ladda upp en bild av detta fornminne      |
| Hemsjö 33:4              | Grav markerad av sten/block |              | Hemsjö, Västergötland |       | 57.859977, 12.478485 | 10168100330004 | Ladda upp en bild av detta fornminne      |
| Hemsjö 34:1              | Gravfält                    |              | Hemsjö, Västergötland |       | 57.856474, 12.476262 | 10168100340001 | Ladda upp en bild av detta fornminne      |
| Hemsjö 37:1              | Stensättning                |              | Hemsjö, Västergötland |       | 57.838417, 12.449814 | 10168100370001 | Ladda upp en bild av detta fornminne      |
| Hemsjö 37:2              | Stensättning                |              | Hemsjö, Västergötland |       | 57.838326, 12.449716 | 10168100370002 | Ladda upp en bild av detta fornminne      |
| Hemsjö 44:1              | Stenkrets                   |              | Hemsjö, Västergötland |       | 57.895947, 12.470557 | 10168100440001 | Ladda upp en bild av detta fornminne      |
| Hemsjö 44:2              | Stenkrets                   |              | Hemsjö, Västergötland |       | 57.895848, 12.470673 | 10168100440002 | Ladda upp en bild av detta fornminne      |
| Hemsjö 50:1              | Stensättning                |              | Hemsjö, Västergötland |       | 57.856959, 12.471682 | 10168100500001 | Ladda upp en bild av detta fornminne      |
| Hemsjö 51:1              | Röse                        |              | Hemsjö, Västergötland |       | 57.898096, 12.450234 | 10168100510001 | Ladda upp en bild av detta fornminne      |
| Hemsjö 66:1              | Stensättning                |              | Hemsjö, Västergötland |       | 57.858294, 12.498160 | 10168100660001 | Ladda upp en bild av detta fornminne      |
| Hemsjö 67:1              | Stensättning                |              | Hemsjö, Västergötland |       | 57.842253, 12.479160 | 10168100670001 | Ladda upp en bild av detta fornminne      |
| Hemsjö 68:1              | Röse                        |              | Hemsjö, Västergötland |       | 57.843448, 12.478481 | 10168100680001 | Ladda upp en bild av detta fornminne      |
| Hemsjö 69:1              | Stensättning                |              | Hemsjö, Västergötland |       | 57.840992, 12.484020 | 10168100690001 | Ladda upp en bild av detta fornminne      |
| Hemsjö 132:1             | Stensättning                |              | Hemsjö, Västergötland |       | 57.847244, 12.452884 | 10168101320001 | Ladda upp en bild av detta fornminne      |
| Hemsjö 132:2             | Stensättning                |              | Hemsjö, Västergötland |       | 57.847347, 12.452955 | 10168101320002 | Ladda upp en bild av detta fornminne      |
| Hemsjö 132:3             | Hög                         |              | Hemsjö, Västergötland |       | 57.847451, 12.453022 | 10168101320003 | Ladda upp en bild av detta fornminne      |
| Hemsjö 135:1             | Stenkrets                   |              | Hemsjö, Västergötland |       | 57.850621, 12.476824 | 10168101350001 | Ladda upp en bild av detta fornminne      |
| Hemsjö 135:2             | Stenkrets                   |              | Hemsjö, Västergötland |       | 57.850533, 12.476681 | 10168101350002 | Ladda upp en bild av detta fornminne      |
| Hemsjö 137:1             | Stensättning                |              | Hemsjö, Västergötland |       | 57.847233, 12.487985 | 10168101370001 | Ladda upp en bild av detta fornminne      |

## Långared
| Namn                    | Lämningstyp                 | Tillkomsttid | Historisk indelning     | Plats | Läge                 | ID-nr          | Bild                                 |
| ----------------------- | --------------------------- | ------------ | ----------------------- | ----- | -------------------- | -------------- | ------------------------------------ |
| Långared 1:1            | Stenkammargrav              |              | Långared, Västergötland |       | 58.069609, 12.517984 | 10172900010001 | Ladda upp en bild av detta fornminne |
| Loholmen (Långared 2:1) | Borg                        |              | Långared, Västergötland |       | 58.065765, 12.543219 | 10172900020001 | Ladda upp en bild av detta fornminne |
| Långared 3:1            | Stenkammargrav              |              | Långared, Västergötland |       | 58.071342, 12.568060 | 10172900030001 | Ladda upp en bild av detta fornminne |
| Långared 4:1            | Hög                         |              | Långared, Västergötland |       | 58.043401, 12.519923 | 10172900040001 | Ladda upp en bild av detta fornminne |
| Långared 4:2            | Hög                         |              | Långared, Västergötland |       | 58.043457, 12.519684 | 10172900040002 | Ladda upp en bild av detta fornminne |
| Långared 4:3            | Stensättning                |              | Långared, Västergötland |       | 58.043285, 12.519779 | 10172900040003 | Ladda upp en bild av detta fornminne |
| Långared 9:1            | Stensättning                |              | Långared, Västergötland |       | 58.072927, 12.479823 | 10172900090001 | Ladda upp en bild av detta fornminne |
| Långared 10:1           | Stenkammargrav              |              | Långared, Västergötland |       | 58.071896, 12.477636 | 10172900100001 | Ladda upp en bild av detta fornminne |
| Långared 17:1           | Stenkammargrav              |              | Långared, Västergötland |       | 58.012606, 12.521708 | 10172900170001 | Ladda upp en bild av detta fornminne |
| Långared 19:1           | Stensättning                |              | Långared, Västergötland |       | 58.017107, 12.519544 | 10172900190001 | Ladda upp en bild av detta fornminne |
| Långared 19:2           | Stensättning                |              | Långared, Västergötland |       | 58.016535, 12.519650 | 10172900190002 | Ladda upp en bild av detta fornminne |
| Långared 19:3           | Stensättning                |              | Långared, Västergötland |       | 58.017587, 12.519892 | 10172900190003 | Ladda upp en bild av detta fornminne |
| Långared 19:4           | Stensättning                |              | Långared, Västergötland |       | 58.017717, 12.520000 | 10172900190004 | Ladda upp en bild av detta fornminne |
| Långared 19:5           | Stensättning                |              | Långared, Västergötland |       | 58.017306, 12.519928 | 10172900190005 | Ladda upp en bild av detta fornminne |
| Långared 19:6           | Stensättning                |              | Långared, Västergötland |       | 58.017154, 12.519872 | 10172900190006 | Ladda upp en bild av detta fornminne |
| Långared 20:1           | Gravfält                    |              | Långared, Västergötland |       | 58.023798, 12.518993 | 10172900200001 | Ladda upp en bild av detta fornminne |
| Långared 21:1           | Stenkrets                   |              | Långared, Västergötland |       | 58.023231, 12.518836 | 10172900210001 | Ladda upp en bild av detta fornminne |
| Långared 25:1           | Gravfält                    |              | Långared, Västergötland |       | 58.019511, 12.517911 | 10172900250001 | Ladda upp en bild av detta fornminne |
| Långared 26:1           | Röse                        |              | Långared, Västergötland |       | 58.023678, 12.513073 | 10172900260001 | Ladda upp en bild av detta fornminne |
| Långared 26:2           | Stensättning                |              | Långared, Västergötland |       | 58.023799, 12.513104 | 10172900260002 | Ladda upp en bild av detta fornminne |
| Långared 26:3           | Stensättning                |              | Långared, Västergötland |       | 58.023554, 12.513059 | 10172900260003 | Ladda upp en bild av detta fornminne |
| Långared 27:1           | Stensättning                |              | Långared, Västergötland |       | 58.026085, 12.510523 | 10172900270001 | Ladda upp en bild av detta fornminne |
| Långared 28:1           | Röse                        |              | Långared, Västergötland |       | 58.022735, 12.501738 | 10172900280001 | Ladda upp en bild av detta fornminne |
| Långared 29:1           | Gravfält                    |              | Långared, Västergötland |       | 58.016888, 12.496250 | 10172900290001 | Ladda upp en bild av detta fornminne |
| Långared 34:1           | Röse                        |              | Långared, Västergötland |       | 58.025411, 12.525884 | 10172900340001 | Ladda upp en bild av detta fornminne |
| Långared 35:1           | Röse                        |              | Långared, Västergötland |       | 58.039666, 12.519889 | 10172900350001 | Ladda upp en bild av detta fornminne |
| Långared 166:1          | Stensättning                |              | Långared, Västergötland |       | 57.989803, 12.457422 | 10172901660001 | Ladda upp en bild av detta fornminne |
| Långared 166:2          | Stensättning                |              | Långared, Västergötland |       | 57.989542, 12.457869 | 10172901660002 | Ladda upp en bild av detta fornminne |
| Långared 167:1          | Gravfält                    |              | Långared, Västergötland |       | 57.988879, 12.457555 | 10172901670001 | Ladda upp en bild av detta fornminne |
| Långared 254:1          | Gravfält                    |              | Långared, Västergötland |       | 57.942751, 12.379322 | 10172902540001 | Ladda upp en bild av detta fornminne |
| Långared 255:1          | Gravfält                    |              | Långared, Västergötland |       | 57.942434, 12.382342 | 10172902550001 | Ladda upp en bild av detta fornminne |
| Långared 256:1          | Gravfält                    |              | Långared, Västergötland |       | 57.941370, 12.382057 | 10172902560001 | Ladda upp en bild av detta fornminne |
| Långared 257:1          | Röse                        |              | Långared, Västergötland |       | 57.942844, 12.385164 | 10172902570001 | Ladda upp en bild av detta fornminne |
| Långared 257:2          | Röse                        |              | Långared, Västergötland |       | 57.942768, 12.384583 | 10172902570002 | Ladda upp en bild av detta fornminne |
| Långared 257:4          | Grav markerad av sten/block |              | Långared, Västergötland |       | 57.942744, 12.384052 | 10172902570004 | Ladda upp en bild av detta fornminne |
| Långared 258:1          | Stensättning                |              | Långared, Västergötland |       | 57.941649, 12.383889 | 10172902580001 | Ladda upp en bild av detta fornminne |
| Långared 258:2          | Stensättning                |              | Långared, Västergötland |       | 57.941649, 12.383582 | 10172902580002 | Ladda upp en bild av detta fornminne |
| Långared 258:3          | Stensättning                |              | Långared, Västergötland |       | 57.941677, 12.383096 | 10172902580003 | Ladda upp en bild av detta fornminne |
| Långared 263:1          | Gravfält                    |              | Långared, Västergötland |       | 57.942208, 12.387516 | 10172902630001 | Ladda upp en bild av detta fornminne |
| Långared 266:1          | Stensättning                |              | Långared, Västergötland |       | 57.944273, 12.389558 | 10172902660001 | Ladda upp en bild av detta fornminne |
| Långared 266:2          | Stenkrets                   |              | Långared, Västergötland |       | 57.943920, 12.389596 | 10172902660002 | Ladda upp en bild av detta fornminne |
| Långared 266:3          | Stensättning                |              | Långared, Västergötland |       | 57.943636, 12.389144 | 10172902660003 | Ladda upp en bild av detta fornminne |
| Långared 269:1          | Gravfält                    |              | Långared, Västergötland |       | 57.947631, 12.397839 | 10172902690001 | Ladda upp en bild av detta fornminne |
| Långared 270:1          | Hög                         |              | Långared, Västergötland |       | 57.946403, 12.396649 | 10172902700001 | Ladda upp en bild av detta fornminne |
| Långared 287:1          | Stensättning                |              | Långared, Västergötland |       | 57.953572, 12.385833 | 10172902870001 | Ladda upp en bild av detta fornminne |
| Långared 287:2          | Stensättning                |              | Långared, Västergötland |       | 57.953608, 12.386043 | 10172902870002 | Ladda upp en bild av detta fornminne |
| Långared 301:1          | Stensättning                |              | Långared, Västergötland |       | 57.952180, 12.411705 | 10172903010001 | Ladda upp en bild av detta fornminne |

## Magra
| Namn       | Lämningstyp                 | Tillkomsttid | Historisk indelning  | Plats | Läge                 | ID-nr          | Bild                                 |
| ---------- | --------------------------- | ------------ | -------------------- | ----- | -------------------- | -------------- | ------------------------------------ |
| Magra 2:1  | Stenkammargrav              |              | Magra, Västergötland |       | 58.120822, 12.582999 | 10173100020001 | Ladda upp en bild av detta fornminne |
| Magra 3:1  | Grav markerad av sten/block |              | Magra, Västergötland |       | 58.127818, 12.613605 | 10173100030001 | Ladda upp en bild av detta fornminne |
| Magra 4:1  | Hög                         |              | Magra, Västergötland |       | 58.112487, 12.604943 | 10173100040001 | Ladda upp en bild av detta fornminne |
| Magra 5:1  | Grav markerad av sten/block |              | Magra, Västergötland |       | 58.113926, 12.630469 | 10173100050001 | Ladda upp en bild av detta fornminne |
| Magra 5:2  | Grav markerad av sten/block |              | Magra, Västergötland |       | 58.113935, 12.630612 | 10173100050002 | Ladda upp en bild av detta fornminne |
| Magra 5:3  | Hällristning                |              | Magra, Västergötland |       | 58.113926, 12.630469 | 10173100050003 | Ladda upp en bild av detta fornminne |
| Magra 7:1  | Stenkammargrav              |              | Magra, Västergötland |       | 58.114066, 12.641438 | 10173100070001 | Ladda upp en bild av detta fornminne |
| Magra 8:1  | Stenkammargrav              |              | Magra, Västergötland |       | 58.115848, 12.647515 | 10173100080001 | Ladda upp en bild av detta fornminne |
| Magra 9:1  | Hällristning                |              | Magra, Västergötland |       | 58.110965, 12.562084 | 10173100090001 | Ladda upp en bild av detta fornminne |
| Magra 10:1 | Stenkrets                   |              | Magra, Västergötland |       | 58.110131, 12.623902 | 10173100100001 | Ladda upp en bild av detta fornminne |
| Magra 23:1 | Hällristning                |              | Magra, Västergötland |       | 58.111117, 12.562430 | 10173100230001 | Ladda upp en bild av detta fornminne |
| Magra 44:1 | Hällristning                |              | Magra, Västergötland |       | 58.105233, 12.554473 | 10173100440001 | Ladda upp en bild av detta fornminne |
| Magra 63:1 | Hällristning                |              | Magra, Västergötland |       | 58.097990, 12.706791 | 10173100630001 | Ladda upp en bild av detta fornminne |

## Rödene
| Namn        | Lämningstyp  | Tillkomsttid | Historisk indelning   | Plats | Läge                 | ID-nr          | Bild                                 |
| ----------- | ------------ | ------------ | --------------------- | ----- | -------------------- | -------------- | ------------------------------------ |
| Rödene 9:1  | Hög          |              | Rödene, Västergötland |       | 57.963401, 12.571239 | 10306400090001 | Ladda upp en bild av detta fornminne |
| Rödene 11:1 | Stensättning |              | Rödene, Västergötland |       | 57.964888, 12.574692 | 10306400110001 | Ladda upp en bild av detta fornminne |
| Rödene 13:1 | Gravfält     |              | Rödene, Västergötland |       | 57.963861, 12.577032 | 10306400130001 | Ladda upp en bild av detta fornminne |
| Rödene 14:1 | Gravfält     |              | Rödene, Västergötland |       | 57.970510, 12.572637 | 10306400140001 | Ladda upp en bild av detta fornminne |
| Rödene 15:1 | Stensättning |              | Rödene, Västergötland |       | 57.969861, 12.582550 | 10306400150001 | Ladda upp en bild av detta fornminne |
| Rödene 15:2 | Stensättning |              | Rödene, Västergötland |       | 57.969988, 12.582531 | 10306400150002 | Ladda upp en bild av detta fornminne |
| Rödene 15:3 | Stensättning |              | Rödene, Västergötland |       | 57.970029, 12.582717 | 10306400150003 | Ladda upp en bild av detta fornminne |
| Rödene 18:1 | Stensättning |              | Rödene, Västergötland |       | 57.960301, 12.563996 | 10306400180001 | Ladda upp en bild av detta fornminne |
| Rödene 21:1 | Stensättning |              | Rödene, Västergötland |       | 57.964674, 12.567907 | 10306400210001 | Ladda upp en bild av detta fornminne |

## Stora Mellby
| Namn                               | Lämningstyp                 | Tillkomsttid | Historisk indelning         | Plats | Läge                 | ID-nr          | Bild                                 |
| ---------------------------------- | --------------------------- | ------------ | --------------------------- | ----- | -------------------- | -------------- | ------------------------------------ |
| Stengårdsbacken (Stora Mellby 3:1) | Gravfält                    |              | Stora Mellby, Västergötland |       | 58.175894, 12.614739 | 10178000030001 | Ladda upp en bild av detta fornminne |
| Stora Mellby 4:1                   | Stenkammargrav              |              | Stora Mellby, Västergötland |       | 58.177226, 12.652024 | 10178000040001 | Ladda upp en bild av detta fornminne |
| Stora Mellby 9:1                   | Stensättning                |              | Stora Mellby, Västergötland |       | 58.170672, 12.588205 | 10178000090001 | Ladda upp en bild av detta fornminne |
| Stora Mellby 10:1                  | Grav markerad av sten/block |              | Stora Mellby, Västergötland |       | 58.164297, 12.657388 | 10178000100001 | Ladda upp en bild av detta fornminne |
| Stora Mellby 10:2                  | Grav markerad av sten/block |              | Stora Mellby, Västergötland |       | 58.164228, 12.657416 | 10178000100002 | Ladda upp en bild av detta fornminne |
| Stora Mellby 10:3                  | Hög                         |              | Stora Mellby, Västergötland |       | 58.164483, 12.657342 | 10178000100003 | Ladda upp en bild av detta fornminne |
| Brede sten (Stora Mellby 12:1)     | Gravfält                    |              | Stora Mellby, Västergötland |       | 58.166101, 12.659246 | 10178000120001 | Ladda upp en bild av detta fornminne |
| Holmaberget (Stora Mellby 13:1)    | Gravfält                    |              | Stora Mellby, Västergötland |       | 58.142279, 12.590933 | 10178000130001 | Ladda upp en bild av detta fornminne |
| Stora Mellby 15:1                  | Grav markerad av sten/block |              | Stora Mellby, Västergötland |       | 58.154603, 12.638080 | 10178000150001 | Ladda upp en bild av detta fornminne |
| Stora Mellby 15:2                  | Grav markerad av sten/block |              | Stora Mellby, Västergötland |       | 58.154531, 12.638163 | 10178000150002 | Ladda upp en bild av detta fornminne |
| Stora Mellby 15:3                  | Grav markerad av sten/block |              | Stora Mellby, Västergötland |       | 58.154466, 12.638252 | 10178000150003 | Ladda upp en bild av detta fornminne |
| Galgbacken (Stora Mellby 18:1)     | Stensättning                |              | Stora Mellby, Västergötland |       | 58.152837, 12.634599 | 10178000180001 | Ladda upp en bild av detta fornminne |
| Stora Mellby 20:1                  | Stensättning                |              | Stora Mellby, Västergötland |       | 58.152265, 12.632679 | 10178000200001 | Ladda upp en bild av detta fornminne |
| Stora Mellby 21:1                  | Stenkrets                   |              | Stora Mellby, Västergötland |       | 58.160623, 12.528778 | 10178000210001 | Ladda upp en bild av detta fornminne |
| Stora Mellby 22:1                  | Gravfält                    |              | Stora Mellby, Västergötland |       | 58.156819, 12.561116 | 10178000220001 | Ladda upp en bild av detta fornminne |
| Stora Mellby 23:1                  | Stenkammargrav              |              | Stora Mellby, Västergötland |       | 58.157490, 12.566577 | 10178000230001 | Ladda upp en bild av detta fornminne |
| Stora Mellby 24:1                  | Stensättning                |              | Stora Mellby, Västergötland |       | 58.156449, 12.555015 | 10178000240001 | Ladda upp en bild av detta fornminne |
| Stora Mellby 25:1                  | Gravfält                    |              | Stora Mellby, Västergötland |       | 58.156393, 12.555832 | 10178000250001 | Ladda upp en bild av detta fornminne |
| Stora Mellby 26:1                  | Stenkammargrav              |              | Stora Mellby, Västergötland |       | 58.153515, 12.547565 | 10178000260001 | Ladda upp en bild av detta fornminne |
| Stora Mellby 27:1                  | Stenkammargrav              |              | Stora Mellby, Västergötland |       | 58.151361, 12.556329 | 10178000270001 | Ladda upp en bild av detta fornminne |
| Stora Mellby 28:1                  | Stenkammargrav              |              | Stora Mellby, Västergötland |       | 58.149284, 12.544292 | 10178000280001 | Ladda upp en bild av detta fornminne |
| Stora Mellby 30:1                  | Gravfält                    |              | Stora Mellby, Västergötland |       | 58.141980, 12.516404 | 10178000300001 | Ladda upp en bild av detta fornminne |
| Stora Mellby 33:4                  | Stensättning                |              | Stora Mellby, Västergötland |       | 58.152229, 12.632457 | 10178000330004 | Ladda upp en bild av detta fornminne |
| Trolleborg (Stora Mellby 36:1)     | Fornborg                    |              | Stora Mellby, Västergötland |       | 58.152407, 12.554363 | 10178000360001 | Ladda upp en bild av detta fornminne |
| Stora Mellby 37:1                  | Gravfält                    |              | Stora Mellby, Västergötland |       | 58.173084, 12.561473 | 10178000370001 | Ladda upp en bild av detta fornminne |
| Stora Mellby 39:1                  | Stensättning                |              | Stora Mellby, Västergötland |       | 58.154059, 12.611487 | 10178000390001 | Ladda upp en bild av detta fornminne |
| Stora Mellby 40:1                  | Stenkammargrav              |              | Stora Mellby, Västergötland |       | 58.162165, 12.562395 | 10178000400001 | Ladda upp en bild av detta fornminne |
| Stora Mellby 67:1                  | Hällristning                |              | Stora Mellby, Västergötland |       | 58.156888, 12.616604 | 10178000670001 | Ladda upp en bild av detta fornminne |
| Stora Mellby 89:1                  | Stenkammargrav              |              | Stora Mellby, Västergötland |       | 58.141001, 12.516078 | 10178000890001 | Ladda upp en bild av detta fornminne |
| Stora Mellby 97:1                  | Stensättning                |              | Stora Mellby, Västergötland |       | 58.122373, 12.580739 | 10178000970001 | Ladda upp en bild av detta fornminne |

## Ödenäs
| Namn       | Lämningstyp  | Tillkomsttid | Historisk indelning   | Plats | Läge                 | ID-nr          | Bild                                 |
| ---------- | ------------ | ------------ | --------------------- | ----- | -------------------- | -------------- | ------------------------------------ |
| Ödenäs 3:1 | Stensättning |              | Ödenäs, Västergötland |       | 57.823258, 12.556538 | 10183300030001 | Ladda upp en bild av detta fornminne |

## Karta
Karta över samtliga fornminnen i listan på Google maps.